# Y seguramente sea en su honor
 Y seguramente sea en su honor  es el quinto capítulo de la segunda temporada de la serie dramática El Ala Oeste.

## Argumento
Ainsley Hayes pasa su primer día de trabajo en la Casa Blanca. Leo en persona la acompaña a su despacho, en el sótano del edificio. Luego conoce a su nuevo jefe, el consejero legal de la Casa Blanca Lionel Tribbey (interpretado por John Larroquette), y recibe su primer encargo: solucionar el problema planteado por dos empleados del departamento jurídico que han hecho falso testimonio. Estos terminan detestándola e incluso le mandan un ramo de flores marchito junto a una tarjeta con el mensaje “Bruja”.
Mientras, Sam ofrece todo su apoyo a Josh para plantear un pleito civil contra el Ku Klux Klan y los miembros de la Supremacía Blanca. Finalmente, Josh descartará ir a juicio, aunque pedirá a su amigo que le ayude contra las aseguradoras, que le reclaman una deuda de 50000 dólares por su hospitalización.
Por su parte, C.J. solicita la presencia del general Tom Coger, que se plantea hacer una entrevista en la que criticará abiertamente a su comandante en jefe, el presidente de los Estados Unidos. En un principio manda a un ayudante, pero tras echarlo, C.J. recibirá al propio general que está enfadado por los recortes de Defensa. La secretaria de Prensa de la Casa Blanca le amenazará con divulgar que una de sus medallas fue obtenida de manera deshonesta si no cancela la cita en televisión.
Por último, en una de las historias más irónicas de la serie, el Presidente intenta grabar su alocución en la radio, necesitando más de una docena de tomas. Mientras lo hace, su mujer Abigail le comunica que su salud ha mejorado tras el intento de asesinato y pueden “tener sexo”. El presidente lo abandonará todo por estar junto a ella en la residencia privada.

## Curiosidades
- El título del capítulo es una línea de la canción "He is an Englishman" de la comedia operística H.M.S. Pinafore de Gilbert y Sullivan.
- En la última escena del episodio, sonará esta canción cuando honren a Ainsley Hayes en su despacho del sótano de la Casa Blanca sus nuevos compañeros: C.J. Cregg, Toby Ziegler, Josh Lyman y Sam Seaborn.

## Enlaces
- Ficha en FormulaTv
- Enlace al Imdb
- Guía del Episodio (en inglés)

- Datos: Q583334